# اللوبي المناهض لإسرائيل في الولايات المتحدة

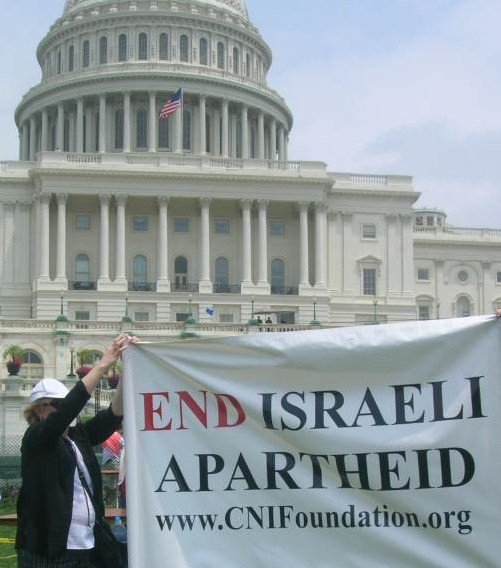
في يونيو 2007، حشد يُشير إلى إسرائيل والفصل العنصري.

اللوبي المعادي لإسرائيل هو مصطلح يستخدمه البعض للإشارة إلى المنظمات التي تهدف إلى معارضة العلاقات بين الولايات المتحدة وإسرائيل.
كتبت كارولين غليك مديرة التحرير في جيروزاليم بوست، في عمود رأي أن السنوات الأخيرة شهدت "ظهور لوبي شديد الالتزام والقوة مناهض لإسرائيل في واشنطن". ومع ذلك، غالبًا ما يعترض منتقدو سياسات إسرائيل على استخدام عبارة "معاداة إسرائيل" فيما يتعلق بمثل هذا الضغط.

## منظمات مصنفة على أنها أعضاء في "اللوبي المعادي لإسرائيل"

### أصدقاء أمريكا في الشرق الأوسط
كتب المؤرخ بول تشارلز ميركلي في كتابه الصادر عام 2001، "المواقف المسيحية تجاه دولة إسرائيل" (Christian Attitudes Towards the State of Israel)، أن أصدقاء أمريكا في الشرق الأوسط ‏، الذين تأسسوا عام 1951، "لا يزالون يمثلون لوبيًا نشطًا مناهضًا لإسرائيل".

### لجنة مناهضة التمييز العربية الأمريكية
حدد مارتن جيه رافيل اللجنة الأمريكية العربية لمكافحة التمييز على أنها جزء من "اللوبي المناهض لإسرائيل"، المعادي للجالية اليهودية الأمريكية في أواخر الثمانينيات. ووصفتها منظمة مونيتور غير الحكومية -ومقرها القدس- بأنها "نشطة للغاية" في "القضايا السياسية المعادية لإسرائيل".

### مجلس المصلحة الوطنية
يسمي رافائيل ميدوف ‏، المدير المؤسس لمعهد ديفيد إس وايمان لدراسات الهولوكوست، مجلس المصلحة الوطنية بأنه منظمة تشكل جزءًا من "اللوبي المناهض لإسرائيل". تأسست بعد هزيمة عضو الكونغرس السابق بول فيندلي عام 1982 "بأموال لجنة العمل السياسي الموالية لإسرائيل". يذكر موقع مجلس المصلحة الوطنية أن هدفه هو "السعي لتشجيع وتعزيز سياسة خارجية أمريكية في الشرق الأوسط تتماشى مع القيم الأمريكية وتحمي مصالحنا الوطنية وتساهم في حل عادل للصراع العربي الإسرائيلي. إن هدف مجلس المصالحة هو استعادة بيئة سياسية في أمريكا يكون فيها الناخبون والمسؤولون المنتخبون بعيدًا عن التأثير والضغط غير المبرر للدول الأجنبية وأنصارها".

### منظمات أخرى
في عام 2008، كتبت صحيفة جيروزاليم بوست أن ويكيبيديا هي "جزء من الفوضى، وجزء من الغوغاء" وأن "الغوغاء هو اللوبي الواسع المناهض لإسرائيل الذي تمكن كارهو بلدنا من توحيد صفوفهم". ركز المقال على رد الفعل السلبي على لجنة متابعة الدقة في تقارير الشرق الأوسط في أمريكا.
وكتبت كارولين غليك أن "اللوبي اليهودي المعادي لإسرائيل جي ستريت"، المدعوم من قبل عدة مجموعات يهودية أخرى "يدعم مواقف البيت الأبيض العدائية تجاه إسرائيل باعتبارها غاية في حد ذاتها". كما تُعرّف جورج سوروس بأنه الشخص الذي "أثار لأول مرة احتمال وجود لوبي يهودي مناهض لإسرائيل في أكتوبر 2006".

## أفراد يُصنَّفون على أنهم أعضاء في "اللوبي المعادي لإسرائيل"
- يعتبر ديفيد روثكوف في مدونته في فورين بوليسي، رئيس الولايات المتحدة السابق جيمي كارتر ومستشاره السابق للأمن القومي زبيغنيو بريجنسكي كعضوين في "اللوبي المناهض لإسرائيل"، بالإضافة إلى "نشطاء مشهورين مثل ريتشارد جير والعديد من الأعضاء من وسائل الإعلام".[12]
- كتب جيف روبينز، في مقال رأي لصحيفة وول ستريت جورنال بعنوان "معاداة السامية واللوبي المعادي لإسرائيل"، أن المليارات من دولارات النفط التي تنفقها الدول العربية في الولايات المتحدة على عقود الدفاع والأعمال قد أثرت على السياسيين الأمريكيين.[13] ومن بينه إدوارد ستيتنيوس، وزير خارجية الولايات المتحدة بين عامي 1944 و 1945، والذي عارض في ذلك الوقت الدعم الأمريكي لإنشاء دولة يهودية في الشرق الأوسط ، قائلاً: "إن ذلك سيضر بشدة بقدرتنا على توفير الحماية للأمريكيين. المصالح الاقتصادية والتجارية .... في جميع أنحاء المنطقة."
- يصف رافائيل ميدوف بات بوكانان بأنه زعيم نشط في اللوبي المناهض لإسرائيل.[8]

## انتقاد المصطلح
بريت ستيفنز، كاتب عمود في الشؤون الخارجية في صحيفة وول ستريت جورنال والمحرر السابق لصحيفة جيروزاليم بوست، في خطاب ألقاه عام 2006 أمام منظمة شيكاغو أصدقاء إسرائيل الطلابية في جامعة شيكاغو، انتقد جون ميرشايمر وكتاب ستيفن اللوبي الإسرائيلي والسياسة الخارجية الأمريكية لتجميع "العناصر شديدة التباين" من الجماعات التي تدعم إسرائيل وتشير إلى أنها تشكل "لوبي". لتوضيح وجهة نظره، وصف "لوبيًا معاديًا لإسرائيل" افتراضيًا يتكون من مجموعات متباينة، بما في ذلك متضادات سياسية مثل بات بوكانان ونعوم تشومسكي.
في عام 2008، حذر الباحث السياسي في جامعة فلوريدا كين والد من أن مجموعة الضغط اليسارية المؤيدة لإسرائيل "جي ستريت " "ستتعرض للهجوم والاتهام بأنها معادية لإسرائيل" من قبل "الفصائل الأكثر تحفظًا الموالية لإسرائيل". رد مؤسس جي ستريت على مثل هذه الانتقادات لكونه "معاديًا لإسرائيل" قائلاً إن "أكثر شيء مؤيد لإسرائيل يمكن لأي سياسي أمريكي أو صانع سياسة أن يفعله هو المساعدة في تحقيق حل الدولتين واتفاق سلام شامل بين إسرائيل وجيرانها".
أشار باراك أوباما، خلال الحملة الانتخابية لعام 2008، ضمنًا إلى وجود اختلافات داخل اللوبي في تعليقه بأن "هناك ضغطًا داخل المجتمع المؤيد لإسرائيل يقول،"ما لم تتبنى نهجًا ثابتًا مؤيدًا لليكود تجاه إسرائيل، فإنك ضد إسرائيل، وهذا لا يمكن أن يكون مقياس صداقتنا مع إسرائيل". وعلقت مجلة كومينتاري: "لقد كان اختيارًا غريبًا للكلمات - لم يكن الليكود هو الحزب الحاكم لإسرائيل لأكثر من ثلاث سنوات - ولكن ما قصده أوباما بوضوح هو أنه لا ينبغي لأي سياسي أمريكي أن يعبر عن الولاء لأكثر الأفكار تشددًا فيما يتعلق لامن اسرائيل لاعتبارها داعمة لاسرائيل".

## للاستزادة
- Barsky, Yehudit, "The Anti-Israel Lobby Today: An Examination of the Themes and Tactics of an Evolving Propaganda Movement", ADL Special Report, 1991.

## روابط خارجية
- بوابة الأنشطة الأمريكية المناهضة لإسرائيل التابعة لرابطة مكافحة التشهير